# Pedro Rendón
Pedro Rendón, född 17 juni 1974 i Neiva, Huila, Colombia, är en colombiansk skådespelare.

## Filmografi (i urval)
- 1996 - El Oasis
- 2000 - A Donde Va Soledad?
- 2002 - La Venganza
- 2004 - Negra Consentida